# Waldburg, Oberösterreich
Waldburg är en ort och kommun i Österrike. Den ligger i distriktet Freistadt i förbundslandet Oberösterreich, 150 km väster om huvudstaden Wien. 
Kommunen består av elva orter (Ortschaften) (inom parentes invånarantal 1 januari 2024):

- Freudenthal (93)
- Harruck (51)
- Lahrndorf (109)
- Marreith (234)
- Mitterreith (62)
- Oberschwandt (58)
- Prechtleinschlag (13)
- Sankt Peter (194)
- Schöndorf (190)
- Unterschwandt (63)
- Waldburg (386)